# Чжан Пин (волейболистка)
Чжан Пин (кит. 张萍, англ. Zhang Ping; р. 23 марта 1982, Тяньцзинь, Китай) — китайская волейболистка, центральная блокирующая. Чемпионка летних Олимпийских игр 2004 года.

## Биография
В 1995 году Чжан Пин была принята в молодёжную команду клуба «Тяньцзинь», а с 1998 и до окончания спортивной карьеры в 2007 году выступала за основную клубную команду «Тяньцзинь Бриджстоун», в составе которой трижды становилась чемпионкой Китая и дважды — чемпионкой Азии среди клубов. В 2000—2001 Чжан Пин играла за молодёжную сборную Китая (чемпионка Азии 2000 и бронзовый призёр молодёжного чемпионата мира 2001), а с 2003 — за национальную команду страны.
Дебютным турниром в составе сборной Китая для Чжан Пин стал розыгрыш Кубка мира 2003, закончившейся победой китайских волейболисток. В 2004 национальная команда выиграла олимпийский волейбольный турнир в Афинах и большой вклад в яркую победу китаянок внесла Чжан Пин, заменившая в самом начале первого матча получившую тяжёлую травму лидера сборной Чжао Жуйжуй и в дальнейшем отыгравшей на её позиции центральной блокирующей в стартовом составе весь турнир. В финальном матче против сборной России Чжан Пин стала самой результативной в своей команде, набрав 25 очков. По итогам соревнований она была признана лучшей нападающей турнира.
В 2005—2006 Чжан Пин в составе сборной неоднократно становилась победителем и призёром крупнейших международных соревнований, а в 2006 признана лучшим игроком чемпионата Китая. В 2007 приняла решение завершить спортивную карьеру.  

### Клубная карьера
- 1998—2007 —  «Тяньцзинь Бриджстоун».

## Достижения

### С клубами
- 4-кратная чемпионка Китая — 2003—2005, 2007;
  - серебряный (2006) и бронзовый (2002) призёр чемпионатов Китая.
- двукратная чемпионка Азии среди клубов — 2005, 2006.

### Со сборными Китая
- Олимпийская чемпионка 2004.
- победитель розыгрыша Кубка мира 2003.
- бронзовый призёр Всемирного Кубка чемпионов 2005.
- бронзовый призёр Гран-при 2005.
- чемпионка Азиатских игр 2006.
- чемпионка Азии 2005.
- бронзовый призёр чемпионата мира среди молодёжных команд 2001.
- чемпионка Азии среди молодёжных команд 2000.

### Индивидуальные
- 2001: лучшая нападающая молодёжного чемпионата мира.
- 2003: лучшая на подаче чемпионата Китая.
- 2004: лучшая нападающая олимпийского волейбольного турнира.
- 2006: MVP чемпионата Китая.